# Tamerlan
Pour les articles homonymes, voir Timur (homonymie).
Timour, plus connu sous le nom de Tamerlan (du persan تيمور لنگ, Timur(-i) Lang, qui signifie littéralement « Timour le Boiteux »), né dans les années 1320, ou le 8 avril 1336 à Kech, près de Chakhrisabz, dans l'actuel Ouzbékistan, et mort le 18 février 1405 à Otrar dans l'actuel Kazakhstan, est un dirigeant et conquérant turco-mongol du XIVe siècle, fondateur de la dynastie des Timourides.
Issu de la dynastie mongolo-turcique des Barlas, lointainement apparentée aux Bordjiguines de Gengis Khan, Tamerlan prend le contrôle du Khanat de Djaghataï vers 1370. Il mène des campagnes militaires à travers l'Asie occidentale, méridionale et centrale, le Caucase et le sud de la Russie, battant au passage la Horde d'Or, les Mamelouks d'Égypte et de Syrie, l'Empire ottoman émergeant, ainsi que le Sultanat de Delhi en Inde, et tente même de restaurer la dynastie Yuan en Chine. Se désignant lui-même comme « l'Épée de l'Islam », il devient le dirigeant le plus puissant du monde musulman. À partir de ses conquêtes, il fonde l'Empire timouride, qui se fragmente peu après sa mort. 
Commandant militaire invaincu, il est généralement considéré comme l'un des plus grands chefs militaires et tacticiens de l'histoire, ainsi que comme l'un des plus brutaux et des plus meurtriers. Les historiens parlent souvent de « catastrophe timouride »[réf. nécessaire] en raison de l'ampleur des destructions et des massacres auxquels se livrent ses troupes ; les estimations du nombre de victimes de ses campagnes militaires vont d'un million à dix-sept millions de personnes (soit environ 5 % de la population mondiale de l'époque). Lors de ses conquêtes, il n'hésite pas à massacrer la totalité de la population des villes qui lui résistent. Certaines de ses actions ont pu être qualifiées de « génocidaires » par des auteurs modernes.

## Biographie

### Origines

Reconstitution du drapeau de Tamerlan depuis l'atlas catalan contemporain.
Les trois besants sont des symboles de paix.

À travers son père, Tamerlan prétend être un descendant de Tumbinai Khan, un ancêtre en ligne masculine qu'il partagerait avec Genghis Khan. Le trisaïeul de Tumbinai, Qarachar Noyan, est ministre de l'empereur et aide plus tard le fils de ce dernier, Djaghataï, dans le gouvernement de la Transoxiane. Bien qu'il n'y ait pas beaucoup de mentions de Qarachar dans les documents des XIIIe et XIVe siècles, les sources timourides ultérieures mettent fortement en avant son rôle dans l'histoire précoce de l'Empire mongol,. Ces récits affirment également que Genghis Khan établit plus tard un « lien de paternité et de filiation » en mariant la fille de Djaghataï à Qarachar. Grâce à sa descendance prétendue de ce mariage, Tamerlan revendique un lien de parenté avec les Khans de Djaghataï et Gengis Khan.
Les origines de la mère de Tamerlan, Tekina Khatun, sont moins claires. Le Zafarnameh mentionne simplement son nom sans fournir d'informations sur ses antécédents. Écrivant en 1403, Johannes de Galonifontibus, l'archevêque de Soltaniyeh, affirme qu'elle a une origine modeste. Le Mu'izz al-Ansab, écrit des décennies plus tard, affirme qu'elle était liée à la dynastie des Yasa'uri, dont les terres bordent celles des Barlas. Ibn Khaldoun rapporte que Tamerlan lui-même lui aurait décrit la descendance de sa mère comme issue du légendaire héros perse Manoutchehr. Ahmad ibn Arabshah suggère qu'elle est une descendante de Genghis Khan. Les Livres de Timour du XVIIIe siècle l'identifient comme la fille de « Sadr al-Sharia », ce qui est censé faire référence au responsable hanafite Ubayd Allah al-Mahbubi de Boukhara.

### Naissance et jeunesse

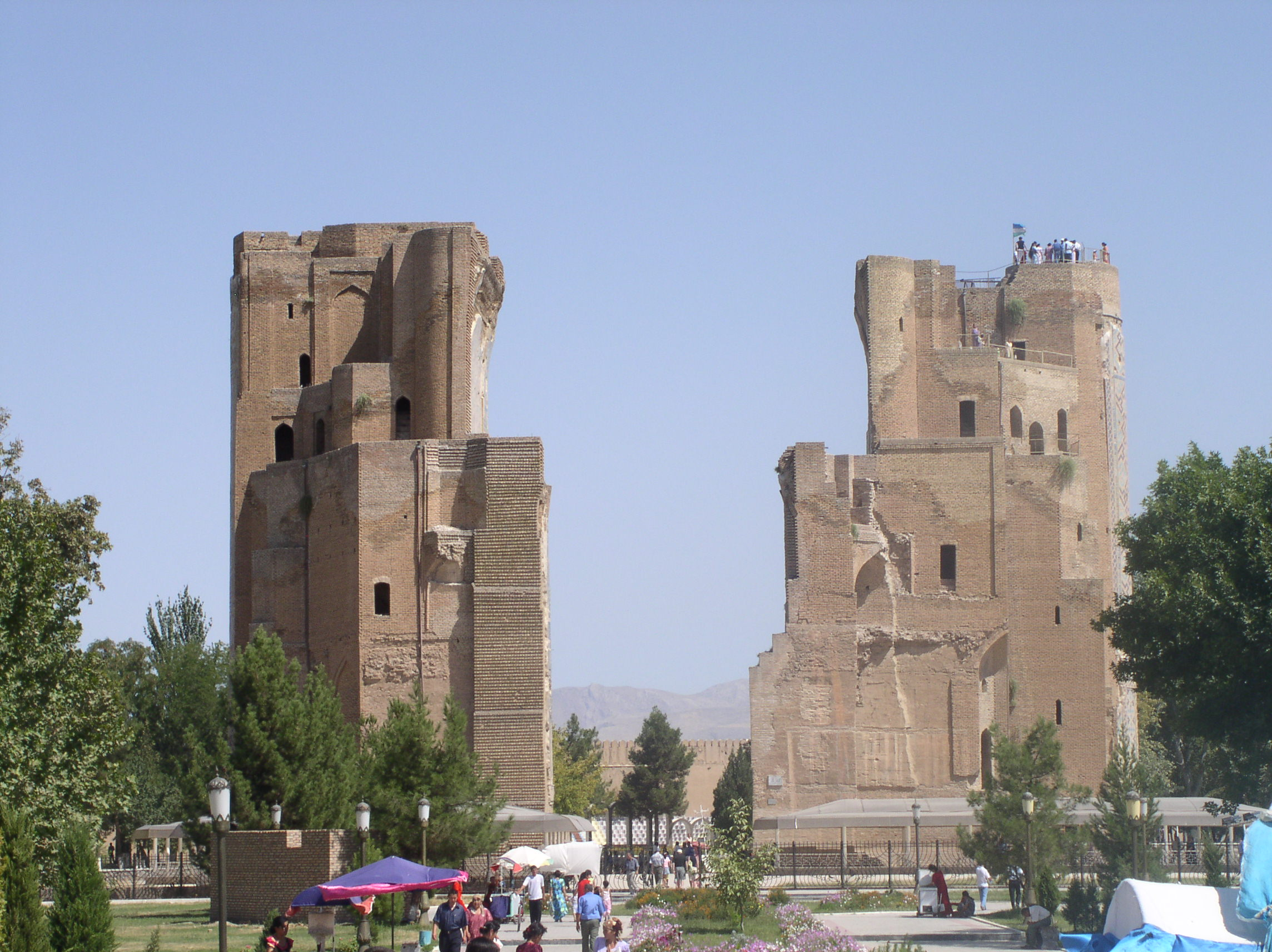
Vestiges d'Ak Saray (1380), « le palais blanc », à Chakhrisabz, ville natale de Tamerlan.

Tamerlan naît en Transoxiane près de la ville de Kech (l'actuelle Chakhrisabz, en Ouzbékistan), à environ 80 kilomètres au sud de Samarcande, faisant alors partie de ce qui est le Khanat de Djaghataï. Son nom, Timour, signifie « fer » dans la langue tchaghataï, sa langue maternelle. Il est apparenté au nom de naissance de Gengis Khan, Temüjin,. Les histoires dynastiques ultérieures des Timourides affirment qu'il naît le 8 avril 1336, mais la plupart des sources de son époque donnent des âges qui correspondent à une date de naissance à la fin des années 1320. L'historienne Beatrice Forbes Manz soupçonne que la date de 1336 est choisie pour lier Tamerlan à l'héritage d'Abou-Saïd Bahadour, le dernier souverain de l'Ilkhanat descendant de Houlagu Khan, décédé cette année-là.
Il est membre des Barlas, une dynastie mongole, proche des peuples turciques à de nombreux égards,,. Son père, Taragay, est décrit comme un membre mineur de cette dynastie. Cependant, Manz pense que Tamerlan sous-estime ultérieurement la position sociale de son père, afin de rendre ses propres succès plus remarquables. Elle affirme que bien qu'il ne soit pas considéré comme particulièrement puissant, Taragay est raisonnablement riche et influent. Cela est renforcé par le récit du Zafarnameh qui déclare que Tamerlan revient dans son lieu de naissance à la suite de la mort de son père en 1360, ce qui suggère des préoccupations concernant son patrimoine. L'importance sociale de Taragay est également suggérée par Ahmad ibn Arabshah, qui le décrit comme un magnat à la cour de l'émir Hussein Qara'unas. De plus, le père de l'émir Hamid Kereyid du Mogholistan est présenté comme un ami de Taragay dans le Zafarnameh.

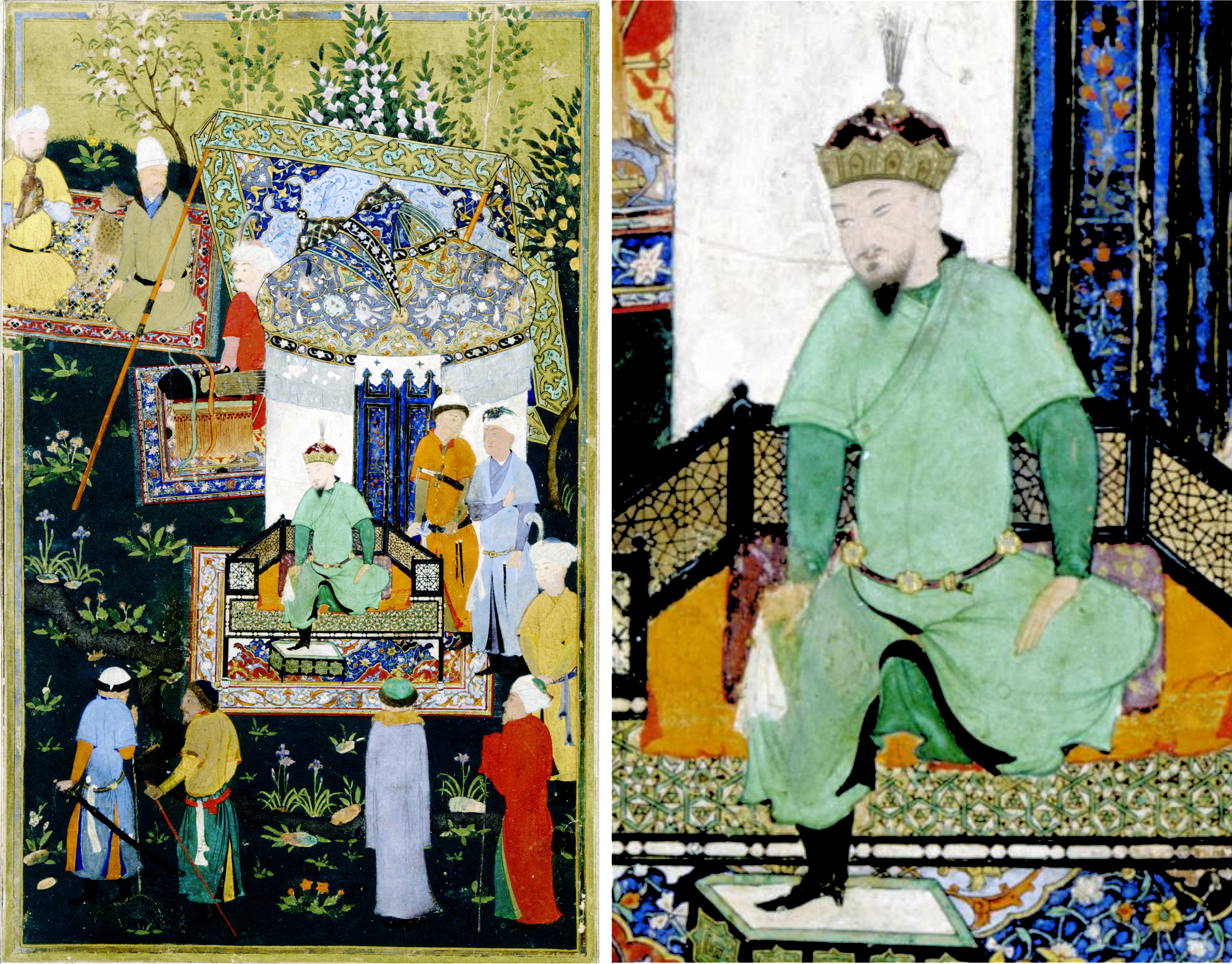
Représentation de Tamerlan accordant une audience à l'occasion de son accession au pouvoir, dans le Zafarnameh (1424-1428), édition de 1467.

Dans son enfance, Tamerlan et un petit groupe de partisans pillent les voyageurs pour s'emparer de biens, en particulier des animaux tels que des moutons, des chevaux et du bétail. Vers 1363, on pense que Tamerlan tente de voler un mouton à un berger mais est touché par deux flèches, une dans sa jambe droite et une autre dans sa main droite, ce qui le rend boiteux et lui fait perdre deux doigts. Ces blessures l'handicapent à vie. Il est possible sinon que ces blessures ont lieu alors qu'il sert en tant que mercenaire pour le khan de Sistan dans ce qui est aujourd'hui le Dashti Margo, dans le sud-ouest de l'Afghanistan. Les blessures et le handicap de Tamerlan donnent lieu au surnom de « Timour le Boiteux » ou Temūr(-i) Lang en persan, ce qui est à l'origine du nom de Tamerlan, sous lequel il est généralement connu en Occident.

### Chef de guerre
Vers environ 1360, Tamerlan a acquis une notoriété en tant que chef militaire dont les troupes sont principalement composées de tribus turciques de la région. Il participe à des campagnes en Transoxiane avec le Khan du Khanat de Djaghataï. En s'alliant à la fois par intérêt et par des liens familiaux avec Kazgan, il envahit le Khorassan à la tête d'un millier de cavaliers. Il s'agit de la deuxième expédition militaire qu'il dirige, et son succès entraîne d'autres opérations, dont la soumission du Khwarezm et d'Ourguentch. Tamerlan recherche la restauration de l'Empire mongol et, selon Gérard Chaliand, se considère comme l'héritier de Genghis Khan. 

À la suite de l'assassinat de Kazgan, des conflits éclatent parmi les nombreux prétendants au pouvoir. Tughlugh Timur (en) de Kachgar, le Khan du Khanat de Djaghataï, un autre descendant de Genghis Khan, envahit la région, interrompant ainsi ces luttes intestines. Tamerlan est envoyé pour négocier avec lui, mais il se joint à lui au lieu de cela et est récompensé par le gouvernement de la Transoxiane. Environ à ce moment-là, son père décède et Tamerlan devient également chef des Barlas. Tughlugh tente alors de placer son fils Ilyas Khodja (en) à la tête de la Transoxiane, mais Tamerlan repousse cette invasion avec une force plus réduite.

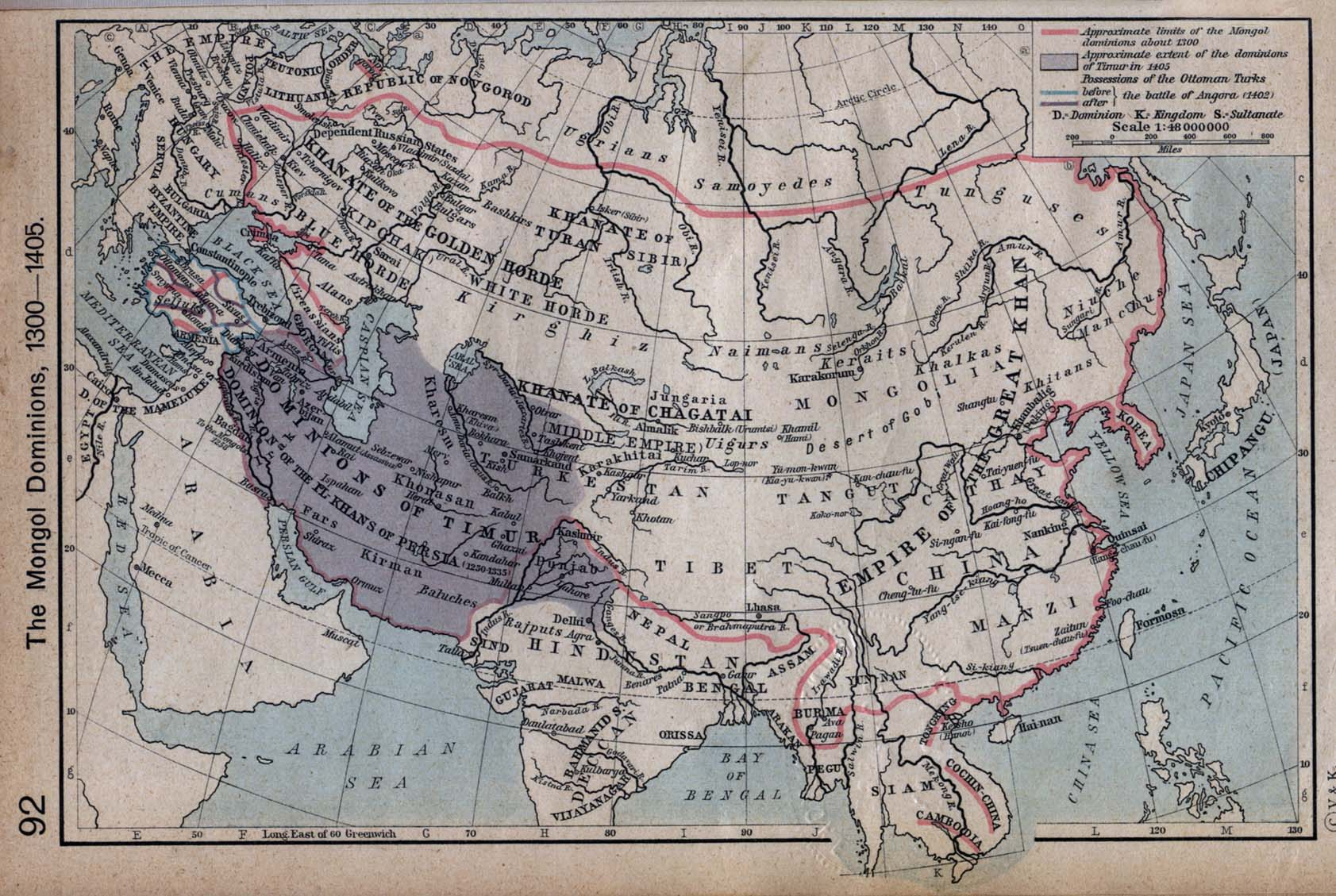
Expansion maximale de l'Empire timouride, représenté en gris sur cette carte.

### Accession au pouvoir

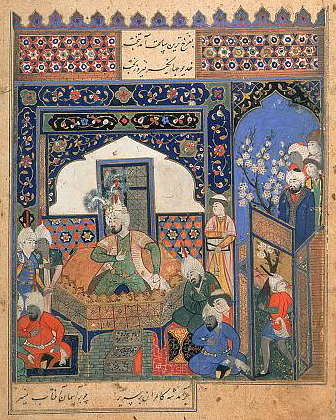
Couronnement de Tamerlan à Balkh en 1370.

Au cours de cette période, Tamerlan réduit les khans de Djaghataï à un rôle de figurants tandis qu'il gouverne en leur nom. Également pendant cette période, Tamerlan et son beau-frère Amir Husayn, tous les deux d'anciens compagnons de fuite, deviennent rivaux et antagonistes. La relation entre eux se tend après qu'Hussein abandonne ses efforts pour suivre les ordres de Tamerlan visant à éliminer Ilyas Khodja (en) près de Tachkent.
Tamerlan gagne des partisans à Balkh, notamment des marchands, des compatriotes de tribu, des membres du clergé musulman, de l'aristocratie et des paysans, en raison de sa générosité à partager ses biens avec eux. Ce comportement contraste avec celui de Husayn, qui aliène ces classes, confisque de nombreuses possessions à travers ses lourdes lois fiscales et dépense égoïstement l'argent des impôts pour construire des bâtiments grandioses. Vers 1370, Husayn se rend à Tamerlan et est plus tard assassiné, ce qui permet à Tamerlan d'être formellement proclamé souverain à Balkh. Il épouse Saray Mulk Khanum, aussi nommée Bibi Khanoum, la femme de Husayn, une descendante de Genghis Khan, ce qui lui permet de devenir le dirigeant de la tribu des Djaghataïdes.
Il parle plusieurs langues, dont le tchaghataï, un ancêtre de l'ouzbek moderne, le mongol et le persan, dans lequel il rédige ses correspondances diplomatiques.

### Légitimation de son pouvoir
L'héritage turco-mongol de Tamerlan lui offre des opportunités et des défis alors qu'il cherche à gouverner l'Empire mongol et le monde musulman. Selon les traditions mongoles, Tamerlan ne peut pas revendiquer le titre de Khan ni diriger l'Empire mongol car il n'est pas un descendant de Genghis Khan. Par conséquent, Tamerlan installe un khan Djaghataïde fantoche, Soyurgatmish, en tant que souverain nominal de Balkh, tout en prétendant agir en tant que « protecteur d'un membre de la lignée de Gengis Khan, celle de son fils aîné, Djötchi ». À la place, Tamerlan utilise le titre d'amir ou amir al-kabir, signifiant respectivement général, prince, ou grand prince, agissant au nom du souverain Djaghataïde de Transoxiane.
Enfin, il prend pour première épouse la veuve de Husayn, Saray Mulk Khanum ou Bibi Khanoum à qui il dédie plus tard une mosquée. Cette veuve est la fille du khan gengiskhanide Qazan. Par conséquent, Tamerlan devient « gendre royal », güregen en mongol, et peut se réclamer de la lignée de Gengis Khan.
Par ailleurs, l'historien Ibn Hajar al-Asqalani rapporte que plusieurs érudits musulmans ont excommunié Tamerlan en raison de la trop grande importance qu'il aurait donné à la « loi de Gengis Khan ».
Tout comme le titre de Khan, Tamerlan ne peut pas non plus revendiquer le titre suprême du monde islamique, celui de Calife, car cette fonction est réservée à la tribu des Quraych, celle de Mahomet. Par conséquent, Tamerlan réagit à ce défi en créant un mythe et une image de lui-même en tant que « pouvoir surnaturel » ordonné par Dieu. Le titre le plus célèbre de Tamerlan est sahib qiran (le « Seigneur de la Conjonction »), qui trouve ses origines dans l'astrologie. Ce titre est utilisé avant lui pour désigner Hamza ibn Abd al-Muttalib, l'oncle paternel de Mahomet, et est adopté avant lui par le sultan mamelouk Baybars ainsi que par divers souverains de l'Ilkhanat pour se désigner eux-mêmes. À cet égard, il suit simplement une tradition existante dans le monde musulman pour désigner les conquérants.
Ce titre fait référence à la conjonction des deux « planètes supérieures », Saturne et Jupiter, considérée comme un signe favorable et la marque d'une nouvelle ère. Selon A. Azfar Moin, sahib qiran est un titre messianique, suggérant que Tamerlan pourrait potentiellement être le « messie attendu descendant de la lignée prophétique » qui inaugurerait une nouvelle ère, peut-être la dernière avant la fin des temps. Autrement dit, il se désigne comme un descendant spirituel d'Ali, revendiquant ainsi la lignée à la fois de Gengis Khan et des Quraych.
Tamerlan est également considéré comme un grand mécène des arts et de l'architecture car il interagit avec des intellectuels tels qu'Ibn Khaldoun ou Hafez et son règne inaugure la Renaissance timouride. Il bâtit aussi Samarcande comme une capitale de culture, notamment grâce à la déportation importante d'artisans depuis les territoires conquis.

## Période d'expansion
Tamerlan passe les 35 années suivantes dans différentes guerres et expéditions. Il ne se contente pas seulement de consolider son règne en soumettant ses ennemis, mais cherche également à étendre son territoire en empiétant sur les terres des souverains étrangers. Ses conquêtes à l'ouest et au nord-ouest le mènent aux terres près de la Mer Caspienne et aux rives de l'Oural et de la Volga. Les conquêtes au sud et au sud-ouest englobent presque toutes les provinces de la Perse, y compris Bagdad, Kerbala et le nord de l'Irak.
L'un des adversaires les plus redoutables de Tamerlan est un autre dirigeant mongol, un descendant de Gengis Khan nommé Tokhtamych. Après s'être réfugié à la cour de Tamerlan, Tokhtamych devint le souverain à la fois des Kipchaks orientaux et de la Horde d'or. Après son accession au pouvoir, il se querella avec Tamerlan au sujet de la possession de Khwarezm et de l'Azerbaïdjan. Cependant, Tamerlan le soutient toujours contre les Russes et en 1382, Tokhtamych envahit le domaine moscovite et incendie Moscou.
Selon la tradition orthodoxe, plus tard, en 1395, Tamerlan aurait atteint la frontière de la Principauté de Riazan, aurait pris Ielets et aurait commencé à avancer vers Moscou. Le grand prince Vassili Ier de Moscou se serait rendu à Kolomna avec une armée et se serait arrêté sur les rives de la rivière Oka. Le clergé aurait alors amené la célèbre icône de la Mère de Dieu de Vladimir à Moscou. En chemin, les gens auraient prié à genoux : « Ô Mère de Dieu, sauve la terre de Russie ! » Soudainement, les armées de Tamerlan se seraient retirées. En mémoire de cette délivrance miraculeuse de la terre russe de Tamerlan, le 26 août, la célébration en l'honneur de la Rencontre de l'icône de la Très Sainte Mère de Dieu de Vladimir est mise en place.

### Conquête de la Perse
Après la mort d'Abou Saïd Bahadour, souverain de l'Ilkhanat, en 1335, un vide de pouvoir se crée en Perse. En fin de compte, la Perse est divisée entre les Mozaffarides, les Kartides, les Eretnides, les Tchoupanides, les Indjouïdes, les Djalayirides et les Sarbadars. De 1371 à 1379, Tamerlan mène plusieurs campagnes dans le Khwarezm, en faisant la zone la plus touchée par ses exactions, et qu'il soumet définitivement après le siège d'Ourguentch en 1379. En 1381, il prend Hérat, dans l'actuel Afghanistan, et fait abattre ses murailles. Il mène ensuite une expédition dans le Khorassan oriental et dévaste le Sistan. Il s'empare de Kandahar en 1383, puis d'Asterabad, dont il massacre tous les habitants, en 1384.
En 1383, Tamerlan poursuit sa longue conquête militaire de la Perse, bien qu'il gouverne déjà une grande partie du Khorassan perse depuis 1381, après que Khwaja Mas'ud, de la dynastie des Sarbadars, s'est rendu. Tamerlan commence sa campagne perse par Hérat, la capitale de la dynastie des Kartides. Lorsque Hérat ne se rend pas, il réduit la ville en ruines et massacre la plupart de ses habitants ; elle reste en ruines jusqu'à ce que Chakhroh ordonne sa reconstruction vers 1415. Tamerlan envoie ensuite un général pour capturer la ville rebelle de Kandahar et massacre tous ses habitants. Avec la prise d'Hérat, le royaume des Kartides se rend et devient vassal de Tamerlan ; il est ensuite annexé purement et simplement moins d'une décennie plus tard, en 1389, par le fils de Tamerlan, Miran Shah.

Ensuite, Tamerlan se dirige vers l'ouest pour capturer les monts Zagros, traversant Mazandéran au passage. Au cours de son voyage à travers le nord de la Perse, il capture la ville de Téhéran, qui se rend et est ainsi traitée avec clémence. Il assiège Soltaniyeh en 1384. Un an plus tard, le Khorassan se révolte, alors Tamerlan détruit Isfizar, et les prisonniers sont cimentés vivants dans les murs. L'année suivante, le royaume de Sistan, sous la dynastie des Mihrabanides, est ravagé et sa capitale de Zarandj est détruite. Tamerlan retourne ensuite dans sa capitale de Samarcande, où il commence à planifier sa campagne en Géorgie et son invasion de la Horde d'or. En 1386, Tamerlan traverse à nouveau Mazandéran comme il le fait précédemment lorsqu'il tente de capturer les monts Zagros. Il se rapproche de la ville de Soltaniyeh, déjà capturée, mais il tourne plutôt vers le nord et prend Tabriz avec peu de résistance, ainsi que Maragha. Il ordonne une lourde imposition au peuple, collectée par Adil Aqa, qui prend également le contrôle sur Soltaniyeh. Adil est plus tard exécuté car Tamerlan le soupçonne de corruption.

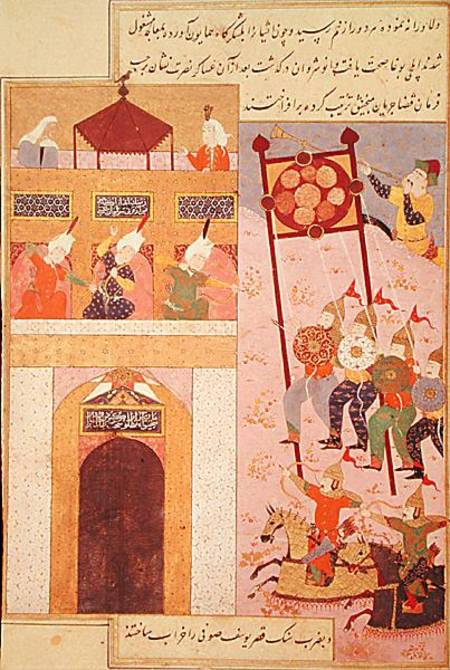
Le siège d'Ourguentch en 1379.

Entre 1386 et 1388, Tamerlan combat en Perse occidentale et dans le Caucase. Il marche sur la Géorgie chrétienne. Il détruit la ville de Kars, s'empare de Tbilissi, et fait prisonnier le roi Bagrat V. Après avoir hiverné dans le Karabagh, Tamerlan est soudainement attaqué au début de l'année 1387 par Tokhtamych, son ancien protégé. Le combat, livré au nord du fleuve Koura, tourne à l'avantage de Tamerlan. Contrairement à ses habitudes, Tamerlan épargna les prisonniers et accorda son pardon au khan de la Horde d'or. D'après le Zafarnameh, il aurait adressé un message à Tokhtamych déclarant qu'il continue à le « regarder comme son fils ». Tamerlan poursuivit sa campagne en Arménie, dont il prit Erzurum et Van.
À son retour, il constate que ses généraux ont bien protégé les villes et les terres conquises en Perse. Tamerlan se dirige ensuite sur Ispahan, se fait remettre les clés par le gouverneur mozaffaride, et campe devant la ville. Bien que de nombreuses rébellions aient éclaté et que son fils Miran Shah, régent, a été contraint d'annexer des dynasties vassales rebelles, il conserve ses possessions. Ainsi, il entreprend de capturer le reste de la Perse, notamment les deux grandes villes du sud, Ispahan et Chiraz. Cependant, après qu'Ispahan se révolte contre les impôts de Tamerlan en tuant les collecteurs d'impôts et certains de ses soldats, il ordonne le massacre des citoyens de la ville ; le bilan des morts est estimé entre 100 000 et 200 000 personnes,. Un témoin oculaire dénombre plus de 28 tours construites avec environ 1500 crânes chacun. Cet événement est décrit comme une « utilisation systématique de la terreur contre les villes, un élément intégral de la stratégie de Tamerlan », qu'il considère comme un moyen d'empêcher les massacres en décourageant la résistance. Ses massacres sont sélectifs et il épargne les artistes et les personnes éduquées. Cela influence plus tard le prochain grand conquérant perse : Nader Chah.
La ville de Chiraz se soumet peu après, terrorisée par le sort d'Ispahan, et ses artisans furent déportés à Samarcande,.
Tamerlan fit à nouveau campagne en Perse à partir de 1392. Il reprit Chiraz en 1393 et élimina les derniers descendants de la dynastie mozaffaride. Il s'empara de Bagdad la même année, poussant le sultan mongol Ahmed Djelaïr (en) à l'exil en Égypte. Il poursuivit son offensive en 1394 en Arménie occidentale et au Kurdistan. Son deuxième fils Omar Cheikh Ier (en) fut tué pendant cette campagne.

### Guerre contre Tokhtamych
Tamerlan lutta pendant une dizaine d'années contre Tokhtamych qui, après avoir été un réfugié à la cour de Tamerlan, devint le chef de la Horde d'or et disputa à Tamerlan la possession du Khwarezm. Tamerlan soutint Tokhtamych lorsqu'il envahit la Russie et prit Moscou en 1382 mais, plus tard, Tokhtamych se retourna contre lui et envahit l'Azerbaïdjan en 1385. Les deux hommes s'affrontèrent à plusieurs reprises. Tokhtamych fut battu en 1389, puis en 1391 près de la rivière Kondourtcha. En 1395, Tamerlan dirigea une grande expédition contre Tokhtamych et mit ses troupes en déroute le 15 avril à la bataille du fleuve Térek. Toutes les grandes villes du khanat furent détruites. Tokhtamych s'enfuit en Sibérie, où il fut assassiné sur ordre de Shadi Beg (en) en 1406. La victoire de Tamerlan mit fin à l'hégémonie de la Horde d'or en Russie et profita à la principauté de Moscou.

### Conquête de l'Inde

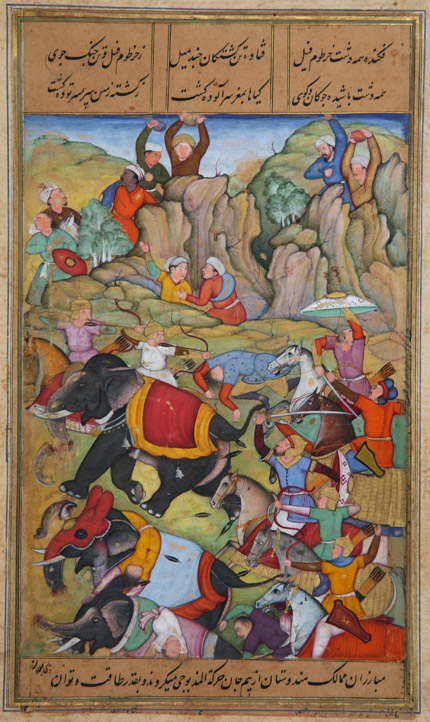
Victoire contre le sultanat de Delhi en 1398.

La conquête de l'Inde par Tamerlan avait pour objectif, selon René Grousset, de mener une fructueuse expédition de pillage « dans une des terres les plus riches du monde ». Le sultanat de Delhi, tombé en décadence, était alors politiquement morcelé. Ses provinces les plus riches avaient fait sécession au cours des dernières décennies. La raison officielle donnée par Tamerlan fut cependant de châtier un sultanat ayant fait preuve d'une trop grande complaisance envers ses sujets non musulmans.
Il envoya dans un premier temps son petit-fils Pir Muhammad qui s'empara de la ville de Multan dans le Pendjab. Tamerlan franchit l'Indus le 24 septembre 1398, fit jonction avec les troupes de son petit-fils, et marcha en direction de Delhi. Après avoir installé son quartier général à Loni, au nord de Delhi, il fit exécuter 100 000 prisonniers. Le 17 décembre, il remporta une victoire décisive contre l'armée du sultan Mahmûd II et entra dans Delhi. Tamerlan donna l'ordre d'épargner la population, mais celle-ci se rebella contre les réquisitions des soldats timourides. En conséquence, ces derniers pillèrent et saccagèrent la ville. Comme à l'accoutumée, des pyramides de têtes coupées furent érigées, et les artisans qualifiés furent déportés à Samarcande.

### Dernières campagnes

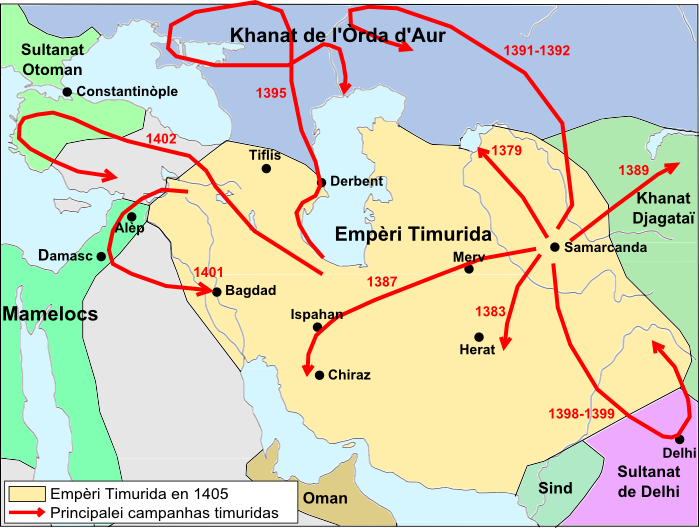
L'empire de Tamerlan.

En avril 1399, trois mois après avoir quitté la capitale de Mahmûd II, Tamerlan fut de retour dans sa capitale au-delà l'Oxus (Amou-Daria). La corruption diminua drastiquement. Selon Ruy Gonzáles de Clavijo, l'ambassadeur de Castille venu à la cour de Tamerlan en 1404, quatre-vingt-dix éléphants furent employés pour transporter les pierres depuis des carrières pour lui permettre d'ériger une mosquée à Samarcande. Tamerlan se présente alors comme un guerrier religieux (ghazi).

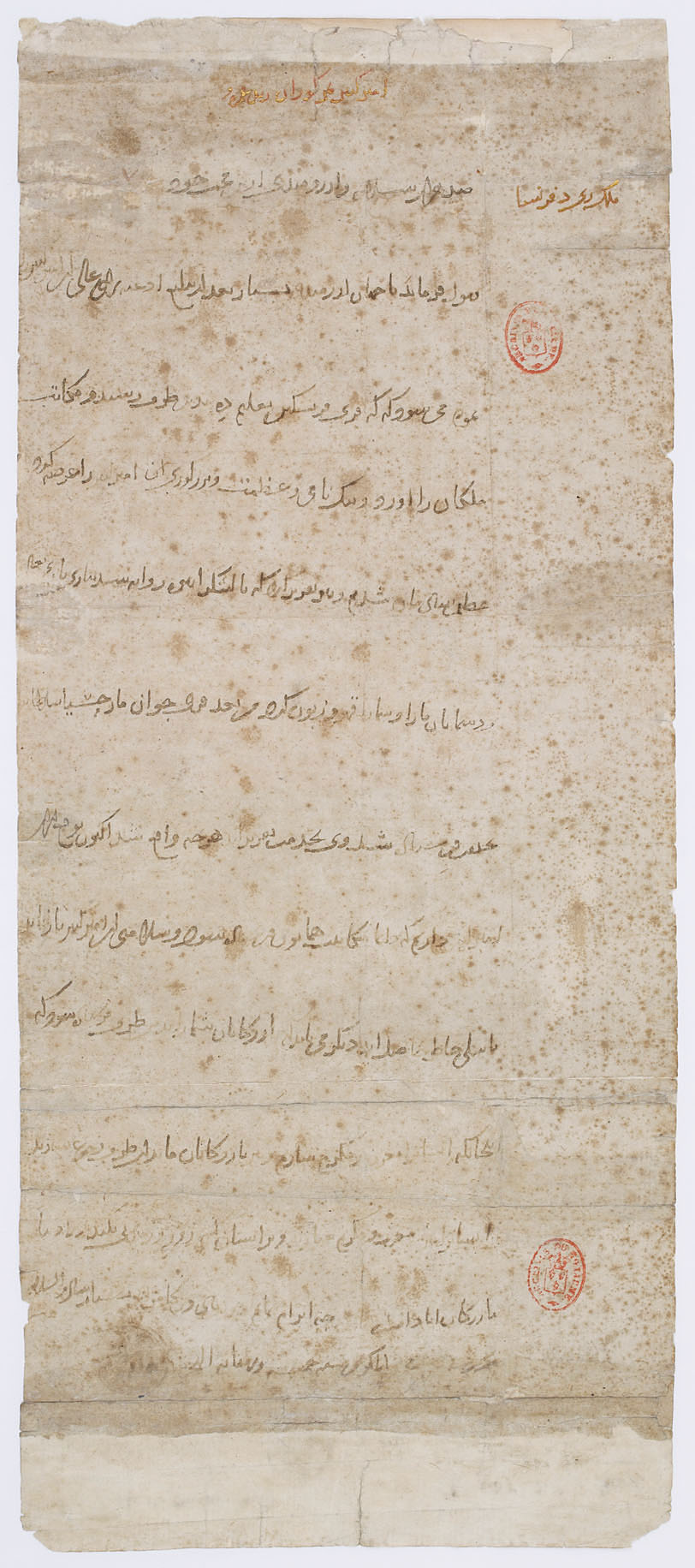
Lettre de Tamerlan à, roi de France, pour l'engager à envoyer des marchands en Orient. Original en langue persane daté du 30 juillet 1402. Archives nationales de France.

En 1400, Tamerlan porta ses efforts contre les Mamelouks en Syrie. Après avoir saccagé Alep, Homs et Baalbek, il défit le sultan Faraj devant Damas. Il reconquit Bagdad en juin 1401. Après la prise de la ville, vingt mille citadins furent massacrés. Tamerlan ordonna que chaque soldat revînt avec au moins deux têtes humaines à montrer. En 1402, Tamerlan envahit l'Anatolie et défit le sultan ottoman Bayezid Ier à la bataille d'Ankara. Ces revers sont lourds pour l'Empire ottoman émergeant. L'histoire raconte que lorsque Bayezid fut amené enchainé dans la tente de Tamerlan, celui-ci éclata de rire. « Tu as tort de te moquer de moi, regarde ce qui m'est arrivé, cela pourrait aussi bien t'arriver ! » Ce à quoi Tamerlan répondit « Je ne me moque pas de toi mais de l'ironie d'Allah qui a partagé le destin du monde entre un borgne et un boiteux ! » 
Après que le sultan eut tenté de s'évader, Tamerlan aurait fait voyager Bayezid Ier dans une litière grillée,. Sa femme et ses filles furent transférées dans le harem de Tamerlan. Bayezid mourut plus tard en captivité, probablement en se suicidant par empoisonnement. Selon René Grousset, « cette victoire assura à l’empire byzantin une survie inespérée d’un demi-siècle », en abattant les forces turques qui projetaient alors la prise de Constantinople. Par ailleurs, il entretient des relations cordiales avec de nombreux pays occidentaux chrétiens, comme la France ou l'Espagne,. Après avoir conquis Ayasoluk (Éphèse) à l'automne 1402, Tamerlan prit également Smyrne aux Hospitaliers de Rhodes et massacra ses habitants. En 1403, il dévasta la Géorgie, détruisant 700 bourgs, massacrant les populations et abattant toutes les églises de Tbilissi. 
En décembre 1404, Tamerlan entreprit une expédition militaire contre la Chine, mais il succombe d'une pneumonie alors qu'il campait sur les rives du Syr-Daria et mourut à Otrar à la mi-février 1405.
Markham, dans son introduction aux récits de l'ambassade de Clavijo, raconte que son corps « fut embaumé à l'aide de musc et d'eau de rose, entouré dans du linge, couché dans un cercueil d'ébène et envoyé à Samarcande où il fut enterré ». Il repose au Gour Emir à Samarcande, dans l'actuel Ouzbékistan.
Conquérant, qui transporta ses armées victorieuses, d'un côté de l'Irtych et de la Volga jusqu'au golfe Persique et de l'autre côté de l'Hellespont (donc des Dardanelles à l'Est de l'Asie mineure) jusqu'au Gange, Tamerlan fut d'une dureté extrême. Selon René Grousset, « il représente la synthèse — qui manquait sans doute à l'histoire — de la barbarie mongole et du fanatisme musulman, et cette étape supérieure du besoin ancestral de meurtre qu'est le meurtre perpétré au service d'une idéologie abstraite, par devoir et mission sacrée. »
Selon Gabriel Martinez-Gros, « son souci est d'éviter la naissance de formes impériales rivales » et pour cela il pratique « une sorte d'extermination préventive » dans les territoires qu'il juge non-tenables.

### Succession
L'immense empire de Tamerlan ne lui survécut guère. En effet, il ne se soucia jamais d'efficacité politique dans les territoires qu'il conquit et ne créa jamais d'administration. Il désigna son petit-fils Pir Muhammad, fils de Djahangir, comme successeur. Il avait prévu d'attribuer à chacun de ses descendants un fief sous l'autorité suprême de Pir Muhammad, mais cela aboutit à un morcellement de l'empire :
- Pir Muhammad, fils de Djahangir, premier fils de Tamerlan, gouverna l’Afghanistan oriental (Balkh, Kaboul et Kandahar)[72] ;
- les fils d’Omar Cheikh Ier (en), second fils de Tamerlan, régnèrent sur le Fars (Chiraz) et l'Irak `Adjémî (Hamadhan et Ispahan)[72] ;
- Miran Shah, le troisième fils de Tamerlan, régna sur le Moghan, l’Azerbaïdjan (Tauris) et l’Irak-Arabi (Bagdad). Celui-ci ayant quelques troubles mentaux était sous la tutelle de son fils 'Omar-mîrzâ[72] ;
- Shahrokh, le quatrième fils de Tamerlan, reçut le Khorasan (Hérat)[73].

Le territoire est peu à peu réduit par les puissances voisines, jusqu'à l'assaut final des Ouzbeks de la dynastie des Chaybanides en 1507. L'un de ses descendants, Babur, fonde l'Empire moghol en Inde qui survit jusqu'au XIXe siècle.

## Mariages et descendance
Tamerlan eut 18 épouses et de nombreuses concubines. Les fils de Tamerlan sont Djahangir (mort en 1376), Omar Cheikh Ier (en) (mort en 1394), Miran Shah (devenu fou, mort en 1408) et Shahrokh. Trois autres fils sont morts en bas âge.

### Épouses
1. Turmush Agha, mère de deux fils et une fille :
  - premier fils : Djahangir, (1356 - 1376)
  - première fille : Aka Biki Taghay Shah, morte en 1381 épouse Muhammad Beg Taychiyut, mère de
    - Sultan Husayn, (1380 - 1405); marié à Qutluq Sultan, fille de Miran Shah et de Urun sultan

  - cinquième fils : Jahanshah, (1367 - mort jeune)
2. Uljay Tarkan Agha, (morte en 1366) ; fille de Amir Musla Qaraunas ; mère de deux filles :
  - seconde fille : Sultan Bakht Agha, (morte en 1430) ; épouse Muhammad Mirke Arpadi puis Sulayman Shah Dughlat
  - troisième fille : Saadat Sultan, morte jeune
3. Saray Malik Khanum, mariée 1370/1371, morte après 1405, fille de Qazan Sultan Khan Chaghatay
4. Ulus Agha, fille de Buyan Sulduz, mariée en 1370/1371
5. Islam Agha, fille de Khizr Yasavuri, mariée en 1370/1371
6. Dil Shad Agha, mariée en 1375, morte en 1383, fille de Shams al Din Dughlat ; mère de deux filles :
  - quatrième fille : Saadat Sultan
  - cinquième fille : morte jeune
7. Tuman Agha, fille de Musa Taychiyut, mariée en 1378 (puis au Djalayir Shaykh Nur al Din). Elle est ensevelie à Kohsan (en), où s'élève le mausolée de Toumân Âqâ .
8. Tukal Khanum, fille de Khizr Khwaja Khan Chaghatay, mariée en 1397
9. Tughdi Bega, fille de Aq Sufi Qunqirat
10. Daulat Tarkhan Agha
11. Burhan Agha
12. Sultan Agha, mère d'un fils :
  - sixième fils : mort à 40 jours
13. Janibeg Agha
14. Munduz Agha
15. Chulpan Malik Agha : fille de haji Beg Arkanut
16. Bakht Sultan Agha
17. Sultan Ara Agha Nukuz
18. Nuruz Agha

### Concubines
1. Tulun Agha, mère de
  - deuxième fils : Omar Cheikh Ier
2. Minglijak Khatun, fille de Hayut Jauni Qurbani, mère de
  - troisième fils : Miran Shah
  - sixième fils : Bikijan, mort à 1 an
3. Taghay Tarkhan Agha Qarakhitay, mère de
  - quatrième fils : Shahrokh
  - septième fille : Qutlugh Sultan Agha
4. Khan Malik Tuqmaq, mère de
  - septième fils : Ibrahim, (1384 - 1385)
5. Qatughan, mère de
  - huitième fille : morte jeune
6. X, mère de
  - neuvième fille

## Postérité

Statue équestre de Tamerlan à Tachkent, en Ouzbékistan.

Familièrement, en français, un tamerlan est un homme aux allures guerrières ou conquérantes.

### Contribution aux arts
Tamerlan est connu comme un protecteur des arts. La plus grande partie de l'architecture qu'il a commissionnée est encore visible à Samarcande. Selon la légende, Omar Aqta, le calligraphe de la cour de Tamerlan, transcrivit le Coran avec des lettres si petites que le texte entier du livre tenait sur un sceau. Il est également dit qu'Omar avait créé un Coran tellement grand qu'une brouette était nécessaire pour le transporter. Des feuilles de ce qui était probablement ce grand Coran ont été trouvées, écrites avec des lettres d'or sur des pages énormes.

### Historiographie
Au cœur de Tachkent, le musée d'État sur l'histoire des Timourides (appelé couramment musée Amir Temur) a été inauguré en 1996 à l'occasion du 660e anniversaire de la naissance de Tamerlan. Le musée, établi dans un nouveau bâtiment de style architectural ouzbèke, présente une collection permanente de 1 700 pièces, bijoux, armes, équipement militaires, instruments musicaux ainsi que des effets personnels de Tamerlan, de Babur et d'Ulugh Beg. Les expositions, centrées sur l'esprit timouride, contiennent aussi de nombreuses informations sur la société et la culture au Moyen Âge en Asie centrale.
Selon Jean-Paul Roux, Tamerlan est un homme paradoxal : « Il voulait restaurer l'empire nomade de Genghis Khan mais s'est sédentarisé à Samarcande. Ses guerres, menées au nom du Djihad, ont paradoxalement conduit à la ruine ou à l'affaiblissement des plus grandes puissances de l'Islam. »

### Tamerlan dans les arts et la culture

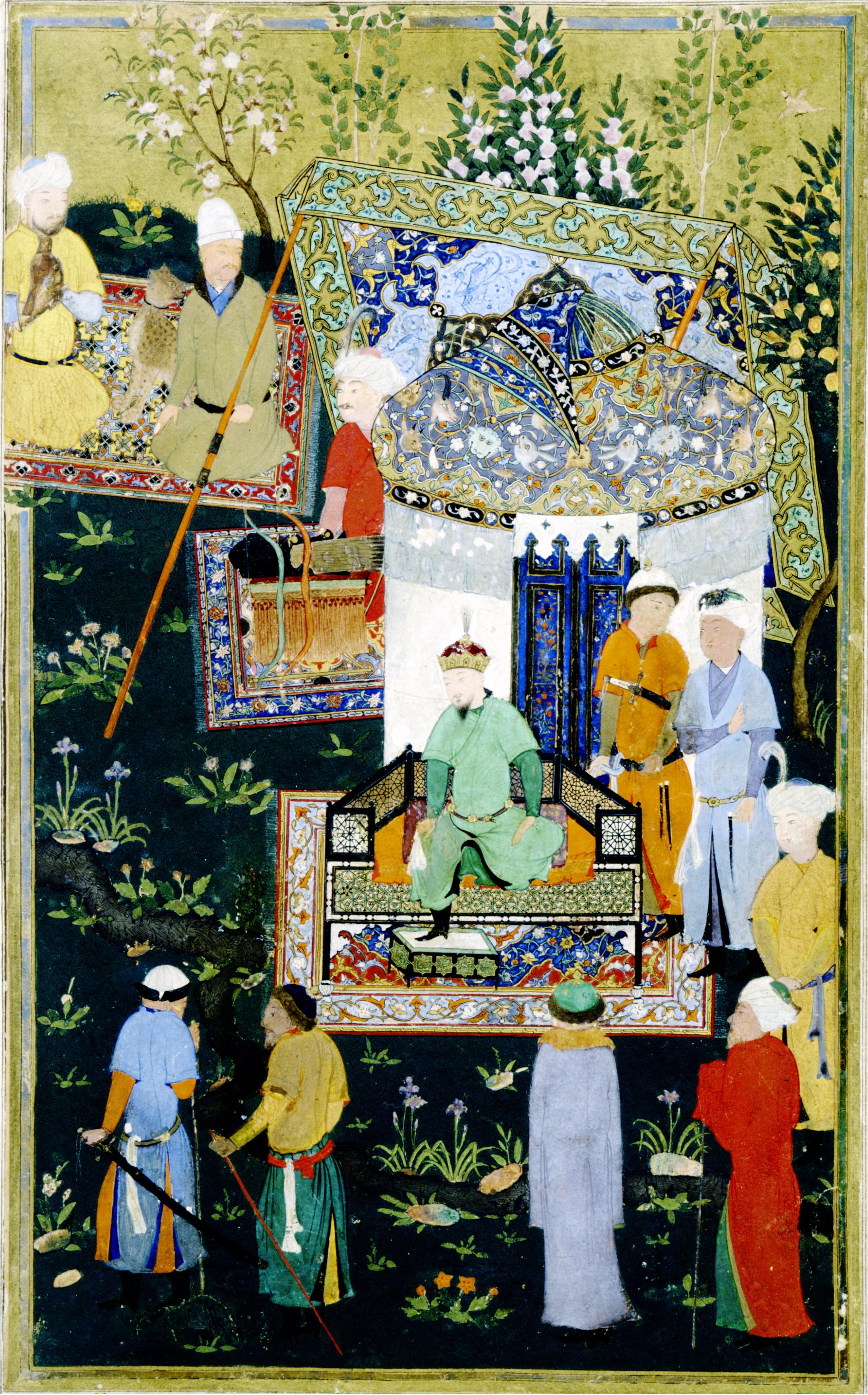
Une minature de Behzad (XVe siècle).

- Tamerlan le Grand de Christopher Marlowe, pièce de théâtre jouée pour la première fois en 1587.
- Tamerlan ou la mort de Bajazet (1675), pièce de théâtre de Jacques Pradon.
- Tamerlano, opéra en trois actes de Georg Friedrich Haendel sur un livret (en italien) de Nicola Francesco Haym. Le texte du livret fut adapté par Haym du Tamerlano d'Agostin Piovene, opéra mis en musique par Francesco Gasparini en 1710. L'origine du texte de Piovene était la pièce de Jacques Pradon, ce dernier ayant puisé son inspiration dans l’Historia Byzantiae du chroniqueur Michel Doukas. L'intrigue s'inspire donc de l'histoire de Tamerlan et du sultan ottoman Bajazet qu'il a vaincu et fait prisonnier.
- Tamerlane, d'Edgar Allan Poe, poème épique, publié en 1827.
- Dans la nouvelle Le Seigneur de Samarcande (1932) de Robert E. Howard, Tamerlan est l'un des antagonistes du héros.
- Il en est souvent question dans les histoires de Nasr Eddin Hodja.
- La campagne tatare de l'extension The Last Khans d'Age of Empires II : Definitive Edition lui est consacré.
- Le joueur d'échecs Carl Jaenisch a composé au XIXe siècle un problème d'échecs intitulé « la cage de Tamerlan ».

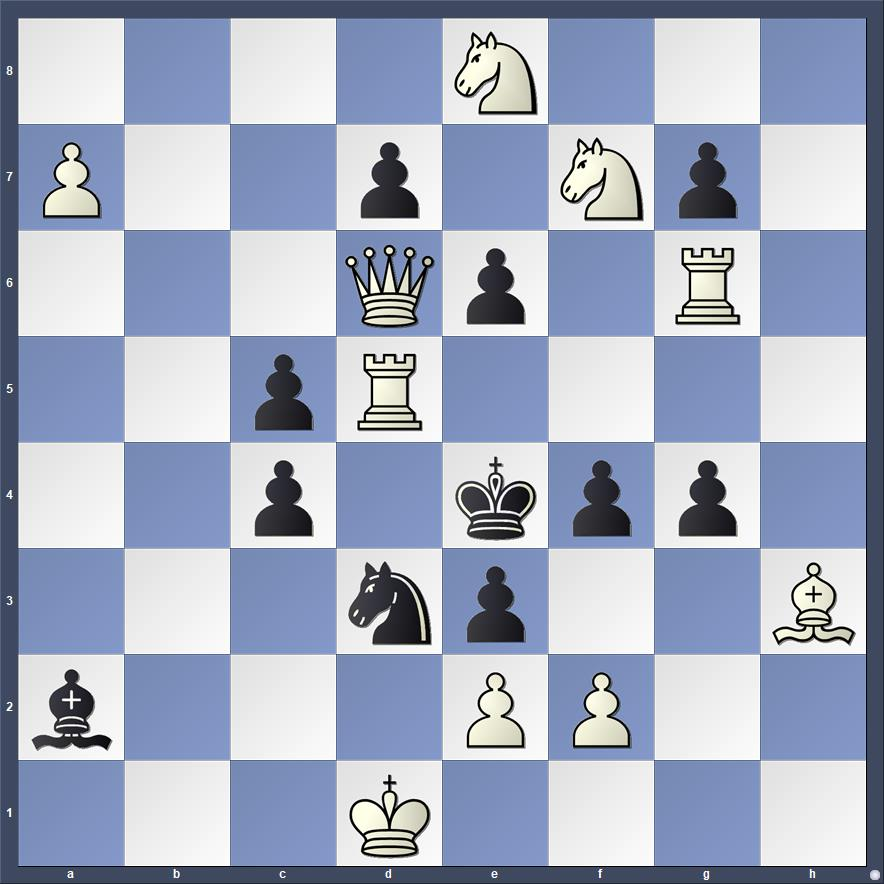
La cage de Tamerlan.

1.f3+        gxf3  (coup forcé) 
2.exd3+   cxd3 (2e coup forcé) 
3.Ff5+      exf5 (3e  coup forcé) 
4.Te6+     dxe6 (4e coup forcé) 
5.Td4+     cxd4 (5e coup forcé)  
6.a8=D+   Fd5 (6e coup forcé) 
7.Daxd5+ exd5 (7e coup forcé)  
8.Cf6+      gxf6 (8e coup forcé)  
9.De5+     fxe5 (9e coup forcé) 
10.Cd6#

### Monuments
En Ouzbékistan, trois statues monumentales représentant Tamerlan sont érigées dans des lieux publics :
- à Chakhrisabz, statufié en pied devant les ruines de son palais ;
- à Tachkent, au square Amir Timur, à cheval ;
- à Samarcande, il est représenté assis sur son trône.

### Exhumation et malédiction supposée

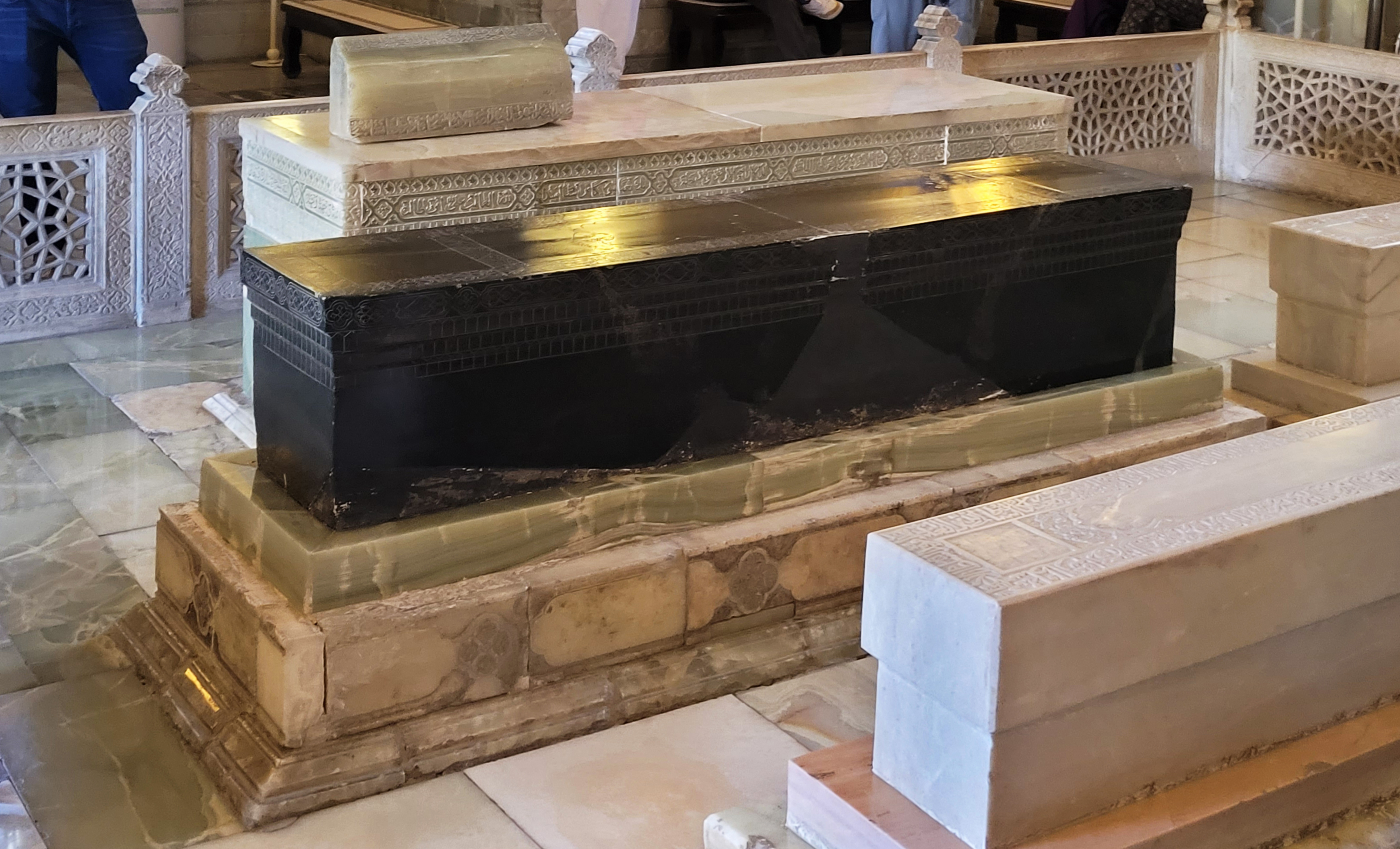
Tombe de Tamerlan à l'intérieur du Gour Emir à Samarcande

Le corps de Tamerlan a été exhumé en 1941 par le médecin légiste russe Mikhaïl Guerassimov. Le scientifique trouva que les caractéristiques faciales de Tamerlan étaient conformes à des traits mongols, appuyant l'idée qu'il était un descendant de Gengis Khan. Guerassimov a été capable de reconstituer l'apparence de Tamerlan à partir de son crâne. Il mesurait 1,72 mètre, ce qui est grand pour son époque. L'étude a également confirmé qu'il boitait.
Selon la légende, une malédiction pèse sur le tombeau de Tamerlan ; une inscription gravée avertit « Lorsque je reviendrai à la lumière du jour, le monde tremblera ». Il se trouve que deux jours après l'exhumation du corps de Tamerlan par Guerassimov, Hitler lança l'opération Barbarossa contre l'URSS. Mikhail Guerassimov est ainsi considéré par plusieurs habitants des États d'Asie centrale de l'URSS comme étant le responsable du déclenchement de la Grande Guerre patriotique pour avoir ouvert le tombeau du chef mongol[source insuffisante], cependant les proches de Guerassimov prétendent que cette histoire est une fabrication. Le corps de Tamerlan a été à nouveau déposé dans sa tombe au Gour Emir, en suivant les rites islamiques, en novembre 1942, juste avant la victoire soviétique à Stalingrad.

## Sources

### Sources orientales

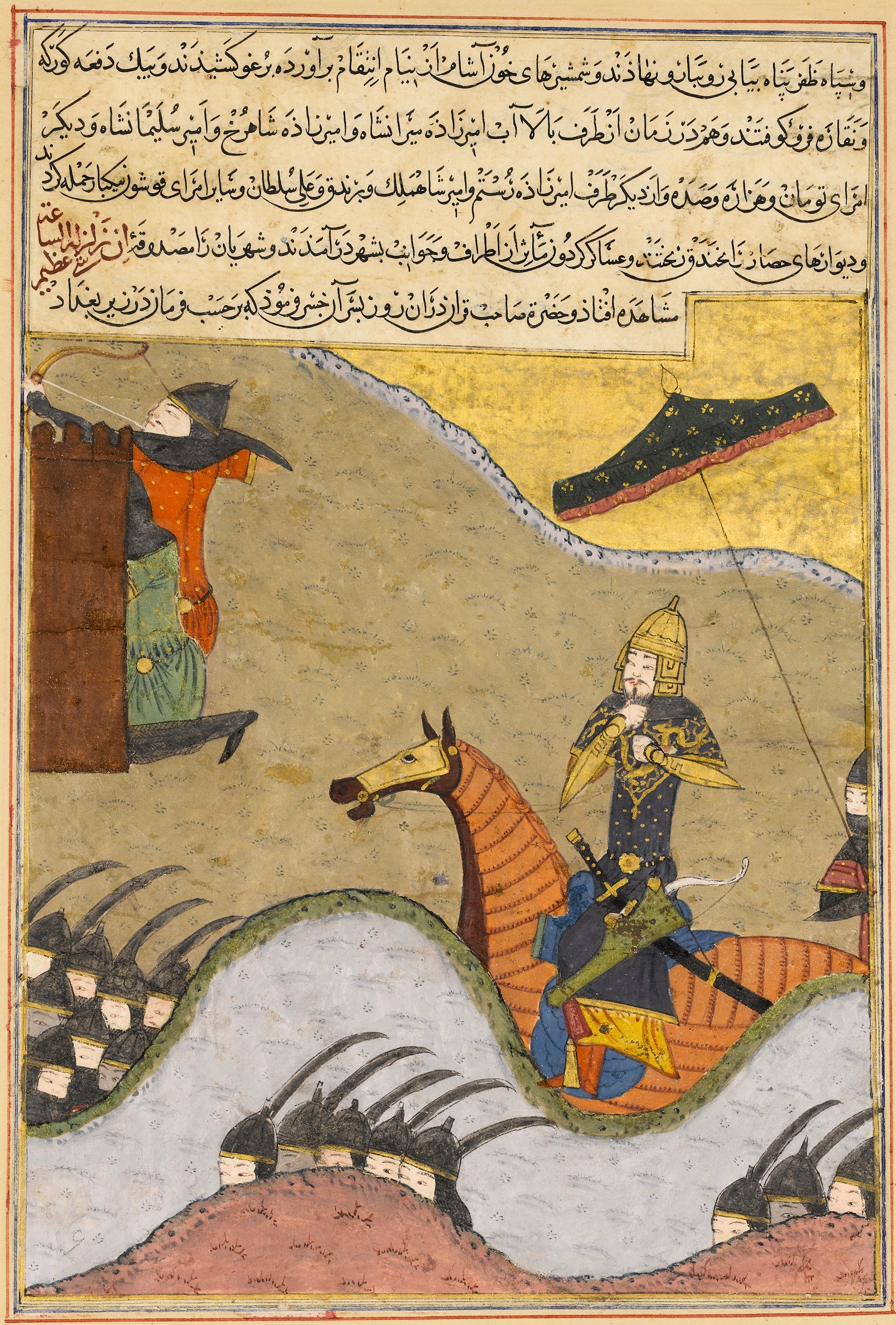
La conquête de Bagdad. Illustration du Zafarnameh (XVe siècle).

Les biographes généralement reconnus de Tamerlan sont :
- Sharaf ad-Din Ali Yazdi (c'est-à-dire Sharafaddin de Yazd), auteur en persan du Zafarnameh, traduit pour la première fois en français en 1722 par Pétis de la Croix, et du français à l'anglais par J. Darby l'année suivante.
- Ahmed ibis Mohammed ibn Abdallah al-Dimashici al-Ajrani, communément appelé Ahmed Ibn Arabshah (« arab shah » signifie « empereur des Arabes ») auteur en arabe de Afaibu al-Makhlnkat, traduit par l'orientaliste danois Colitis en 1636.

### Sources occidentales
- Ruy Gonzáles de Clavijo (trad. Lucien Kehren), La route de Samarkand au temps de Tamerlan, Relation du voyage de l'ambassade de Castille à la cour de Timour Beg par Ruy Gonzalez De Clavijo (1403-1406), Paris, Imprimerie nationale, 2002
- Jean de Soltanieh (trad. Texte traduit en français moderne, présenté et annoté par Jean-François Kosta-Théfaine), La Vie et la cour de Tamerlan. Recit de son ambassadeur auprès de Charles VI en 1403, Cartouche, 2012

### Particularités des sources
Dans le travail de Sharaf ad-Din Ali Yazdi, « le conquérant tartare est représenté comme étant libéral, bienveillant et un prince illustre », comme le remarque Sir William Jones ; alors que, dans le travail du second, il est « déformé et impie, d'une basse extraction et de principes détestables ». Mais la version favorable a été écrite sous la supervision personnelle du petit-fils de Tamerlan, Ibrahim, alors que l'autre version a été la production de son pire ennemi.
Ibn Khaldoun a également tenu des chroniques sur Tamerlan, établies cependant sur ordre de ce dernier et sous sa supervision directe,. Il a rencontré Tamerlan pendant le siège de Damas et a négocié la reddition de la ville (novembre 1400).
Le Zafarnameh de Nizam Shami est la biographie la plus ancienne connue de Tamerlan, et la seule écrite de son vivant. Continuée par Hafiz-i Abru, elle fut une inspiration majeure du Zafarnameh de Sharaf ad-Din Ali Yazdi. Un manuscrit perse de 1495, la biographie prétendue de Tamerlan, le Tuzuk-i Temur, est une fabrication plus tardive, bien que la plupart des faits historiques soient justes.

### Parallèle forcé avec Gengis Khan
Que ce soit dans les origines modestes de Tamerlan ou le contexte chargé d'instabilité de la dislocation du Khanat de Djaghataï, de nombreux parallèles s'observent entre Gengis Khan et Tamerlan et ce même au travers de ces conquêtes. Cette vision est particulièrement renforcée dans les chroniques contemporaines qui veulent dessiner cette continuité et qui constituent une forme de propagande nécessaire pour que Tamerlan puisse asseoir son autorité et se faire reconnaître comme digne successeur de Gengis Khan.
En effet, lors de son accession au pouvoir, il ne peut être nommé khan selon les codes mongols puisqu'il n'est pas un véritable descendant gengiskhanide. Après avoir placé un khan fantoche, il accède à ce droit en épousant Saray Malik Khanim, issue de cette lignée. Il inscrit d'abord son ascencion au pouvoir dans les traditions mongoles comme une extension du Khanat de Chagatay.